# 華盛頓 (阿肯色州)
華盛頓（英語：Washington）是一個位於美國阿肯色州亨普斯特德縣的城市。

## 地理
華盛頓的座標為33°46′26″N 93°40′58″W / 33.77389°N 93.68278°W，而該地的平均海拔高度為136米（即446英尺）。

## 人口
根據2020年美國人口普查的數據，華盛頓的面積為2.61平方千米，皆為陸地。當地共有人口94人，而人口密度為每平方千米36人。